# Neoleucinodes
Neoleucinodes là một chi bướm đêm thuộc họ Crambidae.

## Các loài
- Neoleucinodes silvaniae Diaz & Solis, 2007